# Estado de México-Faren
Estado de México-Faren was een Italiaanse wielerploeg voor vrouwen, die in 2012, 2013 en 2014 deel uitmaakte van het peloton. In 2012 heette het team Faren-Honda, van januari tot juni 2013 Faren-Let's Go Finland, in de tweede helft van 2013 Faren-Kuota en in het laatste jaar Estado de México-Faren.
Het team bestond voornamelijk uit Italiaanse rensters en in het laatste jaar ook een aantal Mexicaanse. Bij de ploeg zaten bekende rensters als de Italiaanse Fabiana Luperini, de Britse olympisch kampioene Nicole Cooke, oud-wereldkampioene Marta Bastianelli en de Australische Rochelle Gilmore, maar ook enkele jonge Italiaanse talenten zoals Rossella Ratto, Maria Giulia Confalonieri, Alice Maria Arzuffi, Elena Cecchini en Arianna Fidanza.

## Renners

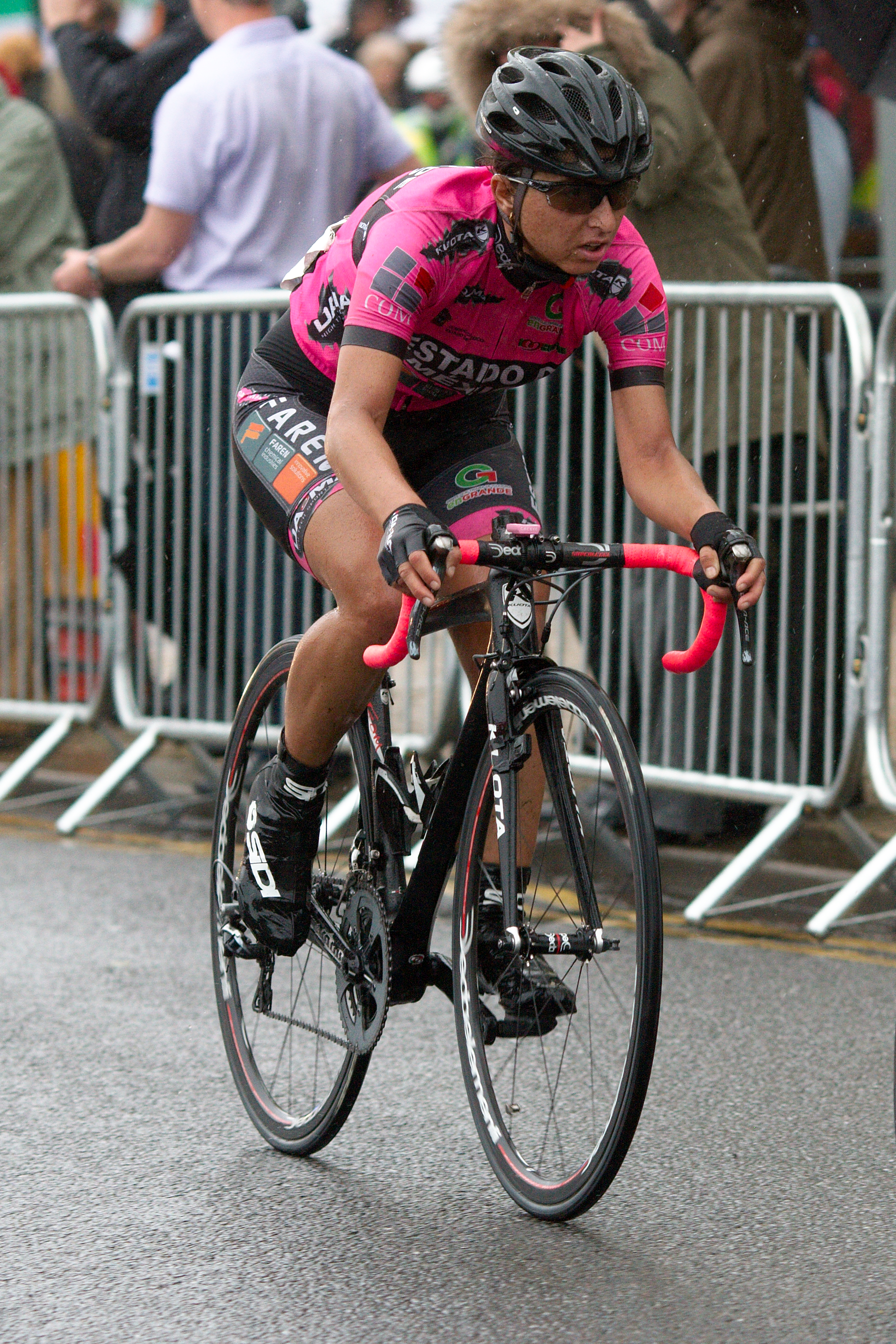
Rossella Ratto in The Women's Tour 2014.

Een aantal van de bekendste rensters die bij de ploeg zaten:
| Naam                      | Geboortedatum | Nationaliteit       | Jaren        |
| ------------------------- | ------------- | ------------------- | ------------ |
| Rochelle Gilmore          | 14-12-1981    | Australië           | 2012         |
| Nicole Cooke              | 13-04-1983    | Verenigd Koninkrijk | 2012         |
| Gracie Elvin              | 31-10-1988    | Australië           | 2012         |
| Fabiana Luperini          | 14-01-1974    | Italië              | 2012-2014    |
| Maria Giulia Confalonieri | 30-03-1993    | Italië              | 2012-2014    |
| Alice Maria Arzuffi       | 19-11-1994    | Italië              | jan-jul 2013 |
| Sara Mustonen             | 08-02-1981    | Zweden              | 2013         |
| Sari Saarelainen          | 01-03-1981    | Finland             | 2013         |
| Patricia Schwager         | 06-12-1983    | Zwitserland         | 2013         |
| Susanna Zorzi             | 13-03-1992    | Italië              | 2013         |
| Marta Bastianelli         | 30-04-1987    | Italië              | 2013-2014    |
| Elena Cecchini            | 25-05-1992    | Italië              | 2013-2014    |
| Arianna Fidanza           | 06-01-1995    | Italië              | 2014         |
| Rossella Ratto            | 20-10-1993    | Italië              | 2014         |
| Anna Trevisi              | 08-05-1992    | Italië              | 2014         |

## Overwinningen
2012
Oceanisch kampioen op de weg, Gracie Elvin
5e etappe Energiewacht Tour, Nicole Cooke
2e etappe A Giro del Trentino Alto Adige-Südtirol, Fabiana Luperini
2013
Ploegenklassement Tour of Chongming Island
Puntenklassement Tour Languedoc Roussillon, Marta Bastianelli
2e etappe, Marta Bastianelli
2014
Jongerenklassement Wereldbeker, Elena Cecchini
Giro dell'Emilia, Rossella Ratto
 Jongerenklassement The Women's Tour, Rossella Ratto
2e etappe, Rossella Ratto
 Jongerenklassement Auensteiner-Radsporttage, Rossella Ratto
 Bergklassement, Rossella Ratto
 Jongerenklassement Tour de l'Ardèche, Rossella Ratto
 Bergklassement, Rossella Ratto
 Sprintklassement, Elena Cecchini
 Combinatieklassement, Rossella Ratto

## Kampioenschappen
2012
 Zwitsers kampioene op de weg, Jennifer Hohl
 Russisch kampioene op de weg, Yulia Blindyuk
2013
 Zwitsers kampioene tijdrijden, Patricia Schwager
 Fins kampioene tijdrijden, Sari Saarelainen
 Europees kampioene op de weg (U23), Susanna Zorzi
 Europees kampioene op de baan (U23), Maria Giulia Confalonieri
 Italiaans kampioene op de baan (puntenkoers), Elena Cecchini
 Italiaans kampioene op de baan (ploegenachtervolging), Elena Cecchini
2014
 Italiaans kampioene op de weg, Elena Cecchini
 Italiaans kampioene op de baan (ploegenachtervolging), Elena Cecchini